# 子宫纵隔
子宫纵隔（Uterine septum），也称中隔子宫，是一种妇科发育障碍，子宫外形正常，宫腔被中隔完全或不完全隔成两部分，为双侧副中肾管融合后中隔吸收受阻所致。
分为两类完全性中隔子宫（纵隔由宫底至宫颈内口或外口）、不完全性中隔子宫（纵隔终止于宫颈内口上任何部位）。有的纵隔可延长至阴道，形成阴道纵隔。通常临床一般无特殊症状，可有不孕及习惯性流产和早产史。子宫外形对称，宫底横度稍宽，或有凹陷。超声波下，可以看到子宫轮廓清晰，可见两个宫腔。